# Eunidia quadriflavomaculata
Eunidia quadriflavomaculata là một loài bọ cánh cứng trong họ Cerambycidae.